# انمیک درکس
انمیک درکس (انگلیسی: Annemiek Derckx؛ زادهٔ ۱۲ آوریل ۱۹۵۴) قایقران کانو اهل پادشاهی هلند است.